# تپه گورستان امزاجرد
تپه قبرستان امزاجرد مربوط به سده‌های میانه و متأخر دوران‌های تاریخی پس از اسلام است و در شهرستان همدان، بخش مرکزی، دهستان هگمتانه، ۲۰۰ متری از ضلع جنوبی روستای امامزاجرد واقع شده و این اثر در تاریخ ۶ اسفند ۱۳۸۵ با شمارهٔ ثبت ۱۷۴۵۷ به‌عنوان یکی از آثار ملی ایران به ثبت رسیده است.